# ゲオルク2世 (ヘッセン＝ダルムシュタット方伯)
ゲオルク2世（Georg II., 1605年3月17日 - 1661年6月11日）は、ヘッセン＝ダルムシュタット方伯（在位：1626年 - 1661年）。ルートヴィヒ5世（信義伯）とその妃であったブランデンブルク選帝侯ヨハン・ゲオルクの娘マグダレーナ（1582年 - 1616年）の息子。

## 生涯
1605年3月17日、ダルムシュタットで生まれ、1626年にルートヴィヒ5世の死去によって方伯位に即いた。1604年に断絶したヘッセン＝マールブルク方伯領を巡るヘッセン＝カッセルとヘッセン＝ダルムシュタットの争いは1627年に一応の解決を見たが、ヘッセン＝カッセル方伯ヴィルヘルム6世の母で摂政のアマーリエ・エリーザベト（1602年 - 1651年）はこれを不服として三十年戦争末期の1645年にヘッセン戦争を起こした。1648年まで続いたこの戦争により、ゲオルク2世は旧ヘッセン＝マールブルク方伯領の北半分を奪われた。1661年6月11日にダルムシュタットで死去、長男のルートヴィヒ6世が後を嗣いだ。

## 子女
1627年にザクセン選帝侯ヨハン・ゲオルク1世の公女ゾフィー・エレオノーレ（1609年 - 1671年）と結婚し、間に3男12女の計15人（うち娘1人は死産）の子女をもうけた。
- ルートヴィヒ6世（1630年 - 1678年） - ヘッセン＝ダルムシュタット方伯
- マグダレーナ・ジビュラ（1631年 - 1651年）
- ゲオルク（1632年 - 1676年） - ヘッセン＝イッター方伯
- ゾフィー・エレオノーレ（1634年 - 1663年） - 1650年、ヘッセン＝ホンブルク方伯ヴィルヘルム・クリストフと結婚
- エリーザベト・アマーリア（1635年 - 1709年） - 1653年、プファルツ選帝侯フィリップ・ヴィルヘルムと結婚
- ルイーゼ・クリスティーネ（1636年 - 1697年） - 1665年、シュトルベルク伯クリストフ・ルートヴィヒ1世と結婚
- アンナ・マリア（1637年）
- アンナ・ゾフィア（1638年 - 1683年） - クヴェトリンブルク女子修道院長
- アマーリエ・ユリアーネ（1639年）
- ヘンリエッテ・ドロテア（1641年 - 1672年） - 1667年、ヴァルデック＝ピルモント伯ヨハン2世と結婚
- ヨハン（1643年）
- アウグステ・フィリッピーネ（1643年 - 1672年）
- アグネス（1645年）
- マリー・ヘートヴィヒ（1647年 - 1680年） - 1671年、ザクセン＝マイニンゲン公ベルンハルト1世と結婚